# クロガネモチ
クロガネモチ（黒金餅、学名：Ilex rotunda）とは、モチノキ科モチノキ属の常緑中高木。別名、フクラシバ、フクラモチともよばれる。中国名は、鐵冬青。和名クロガネモチは、モチノキの仲間で、若い枝や葉柄が黒ずんでいることから名づけられた。

## 分布と生育環境
日本の本州（茨城県・福井県以西）・四国・九州・琉球列島に産し、日本国外では台湾・中国・インドシナまで分布する。暖地から亜熱帯のやや気温の高い地域の山野に生え、日なたから半日陰地を好み、やや日陰地にも生える。
低地の森林に多く、しばしば海岸林にも顔を出す。

## 形態・生態
常緑広葉樹。中高木に分類されるものの、自然状態での成長は普通10メートル (m) 程度にとどまり、あまり高くならない。生長の速さは遅い。株は1本立ちで、ふっくらした樹形になる。樹皮は緑がかった灰白色や灰褐色で、ほぼ滑らかで、多数の小さい皮目がある。若い茎には陵があり、紫っぽく色づくことが多い。一年枝は褐色を帯びる。春4月に新芽を吹き、葉が交替する。
葉は互生し、深緑色のなめらかな革質で表面は光沢があり、裏面は淡緑色。葉身は長さ5 - 8センチメートル (cm) の楕円形 - 広楕円形で、先端は尖りやや波打つことが多く、葉縁は全縁。
花期は5 - 6月で雌雄異株。当年枝の葉腋から花序をつくって、淡紫色や白色の小さな4 - 6弁花を咲かせる。
果実は核果で、直径5 - 6ミリメートル (mm) ほどの球形をしており、秋に多くの実が集まってつく。雌雄異株のため雌株だけ果実がつき、11 - 2月に真っ赤に熟して春まで枝に残る。果実はモチノキに似るが、より小さい。
冬芽は葉のつけ根につき、側芽、頂芽とも小さい。

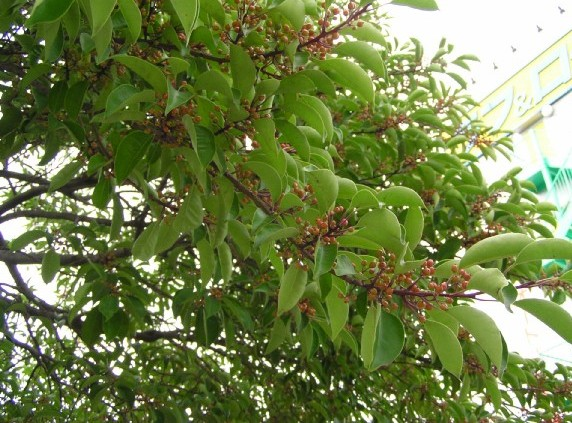
未熟な実と葉
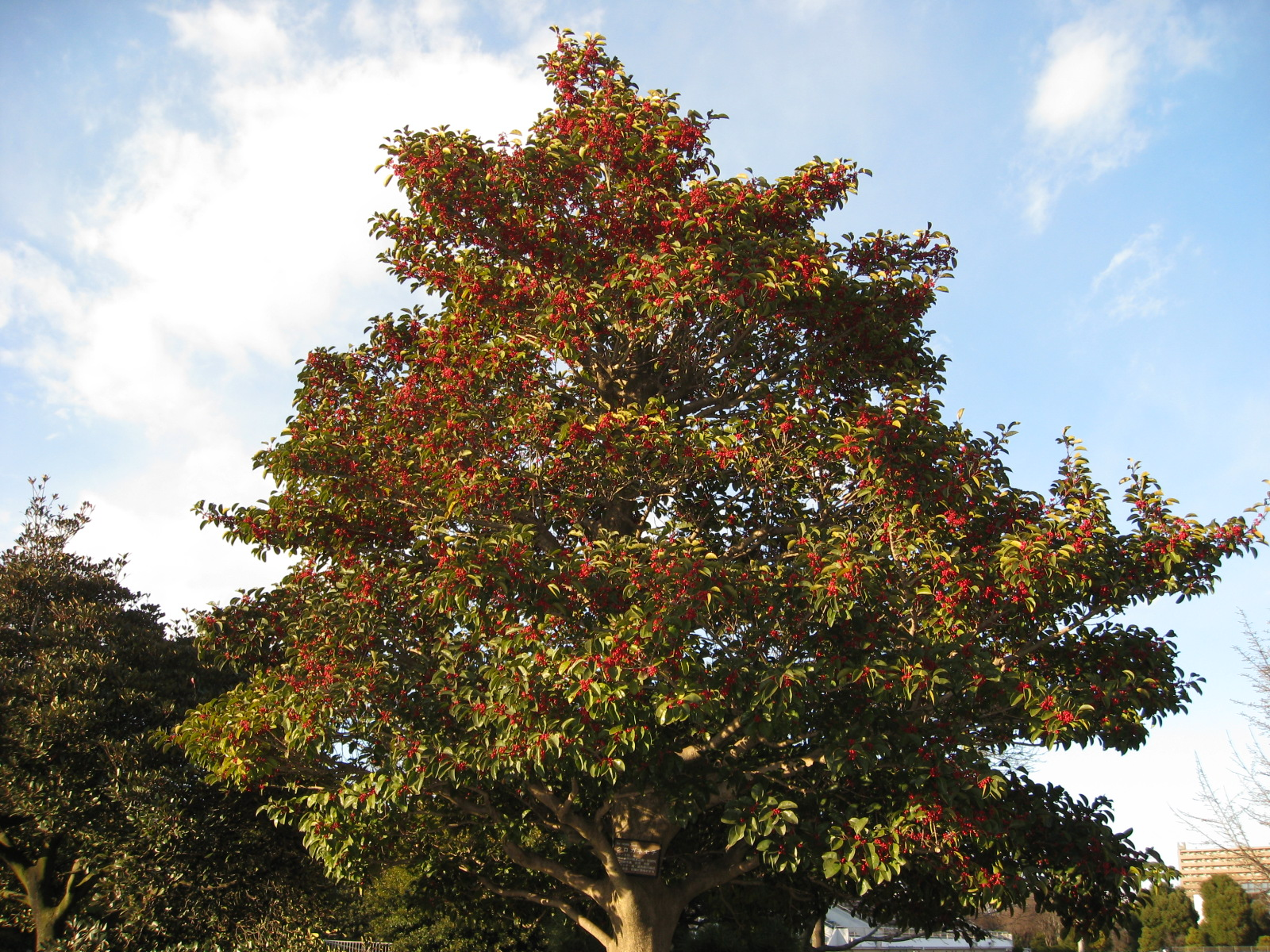
実を付けた大木

## 利用
しばしば庭木として用いられ、比較的都市環境にも耐えることから、公園樹、あるいは街路樹として植えられる。実の赤さはモチノキよりも際立って見える。樹勢が強いことから、生け垣にも仕立てやすい。「クロガネモチ」が「金持ち」に通じるから縁起木として庭木として好まれる地域もある。西日本では野鳥が種を運び、庭等に野生えすることがある。
日本では関東から沖縄までの地域が植栽可能で、植栽適期は4 - 5月中旬、6月中旬 - 7月、9月中旬 - 下旬とされる。土壌は壌土にし、根は深く張る。剪定は6月 - 9月、施肥は1 - 2月に行う。
材木は農機具の柄としても用いられる。

## 地方公共団体の木
- 関東地方 
  - 神奈川県横浜市港南区
- 中部地方 
  - 愛知県名古屋市熱田区、瀬戸市、江南市、大府市
  - 三重県川越町
- 近畿地方 
  - 兵庫県福崎町
  - 和歌山県御坊市
- 中国地方 
  - 岡山県岡山市　岡山ではアクラとも呼ばれ、通りの名前にもなっている[7]。
  - 広島県大竹市
  - 山口県山陽小野田市、田布施町
- 四国地方 
  - 香川県三木町
- 九州地方 
  - 福岡県福岡市、久留米市、中間市、大野城市、古賀市、粕屋町
  - 熊本県長洲町
  - 大分県中津市
  - 宮崎県延岡市
  - 鹿児島県薩摩川内市、霧島市
- 廃止市町村
  - 広島県因島市[8]